# Mon amour (chanson de Slimane)
Pour les articles homonymes, voir Mon amour.
Chansons représentant la France au Concours Eurovision de la chanson
Évidemment
(2023) Maman
(2025)
Mon amour est une chanson interprétée par Slimane. 
Elle représente la France au Concours Eurovision de la chanson 2024 à Malmö, en Suède.

## Histoire
La chanson est écrite et composée en 2022 par Slimane lui-même et par Yaacov Salah et Meïr Salah. 
Elle raconte une rupture amoureuse difficilement acceptée, « écrite comme une lettre d'amour à tous les gens qui voudront la recevoir ».
La chanson est sélectionnée en interne par France Télévisions pour représenter la France au Concours Eurovision de la chanson 2024,. Elle est dévoilée le 8 novembre 2023 au Journal de 20 heures de France 2.

## Eurovision 2024

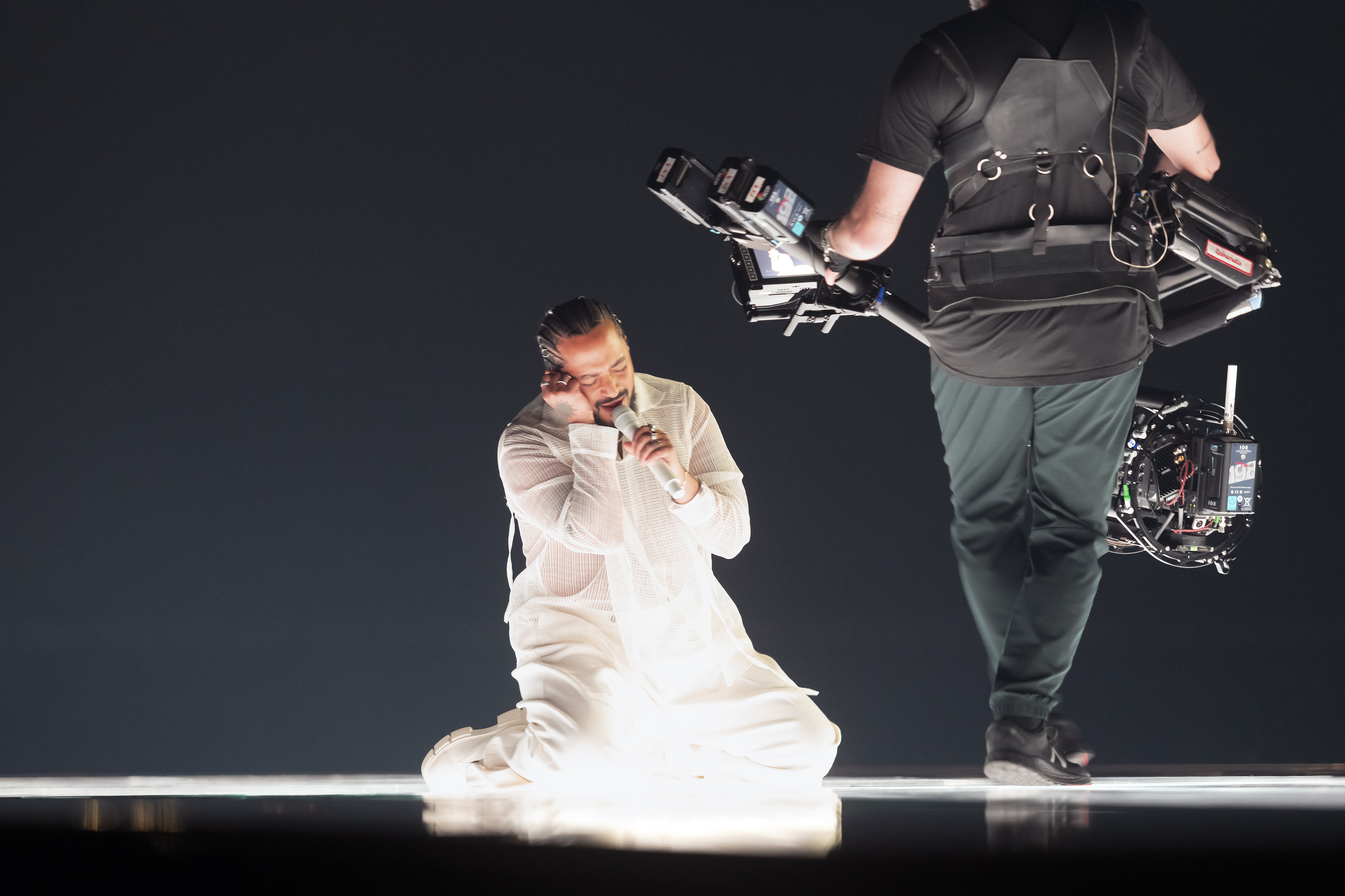
Photo de Slimane lors de l'Eurovision 2024.

Marquée par un passage d'une vingtaine de secondes a cappella, Mon amour est interprétée en avant-dernière position lors de la finale. 
Vêtu en blanc, Slimane est filmé sur un plan-séquence rapproché pour créer davantage d'intimité avec les téléspectateurs.
La chanson arrive à la 4e place avec 445 points, dont 227 points du télévote (4e) et 218 points des jurys professionnels (2e).
En s'exprimant devant la presse, Slimane s'est dit « fier » après l'annonce des résultats : « Alors oui, je ne suis pas premier, mais j'ai chanté en français avec une ballade qui parle d'amour, en suivant mon chemin et ce que j'avais dans le cœur ».

## Accueil

### Accueil critique
Avant la finale du 68e Concours Eurovision de la Chanson, Mon amour arrive en cinquième position du classement de l'Organisation générale des amateurs de l'Eurovision (OGAE) et quatrième chez les bookmakers,.

### Accueil commercial
Au lendemain de l'Eurovision, le titre devient la chanson française la plus écoutée dans le monde sur Apple Music. Sur la plateforme de streaming Spotify, il est écouté plus de 1,8 million de fois en 24 heures, un record pour une chanson française, atteignant 26 millions de vues depuis sa sortie. 
Mon amour atteint la première place des charts au Luxembourg, la troisième en Suisse et se classe dans le top 10 en Belgique, Estonie, Finlande, France, Grèce, Lettonie, Lituanie, Suède.